# Aéroport de Kemi-Tornio
Pour les articles homonymes, voir KEM.
L'aéroport de Kemi-Tornio (code IATA : KEM • code OACI : EFKE) est un aéroport finlandais, situé en Laponie.

## Situation
Il est situé à 6 km au nord du centre de la ville de Kemi et à 18 km à l'est du centre de Tornio.
| \| 50 km1:2 811 000 \| Enontekiö Helsinki-Malmi Helsinki-Vantaa Ivalo Joensuu Jyväskylä Kajaani Kemi-Tornio Kittilä Kokkola-Pietarsaari Kuopio Kuusamo Lappeenranta Mariehamn Oulu Pori Rovaniemi Savonlinna Tampere Turku Vaasa Varkaus |
| 50 km1:2 811 000 |

## Compagnies et destinations
| Compagnies | Destinations                         |
| ---------- | ------------------------------------ |
| Finnair    | Helsinki-Vantaa, Kokkola-Pietarsaari |

Édité le 24/02/2020

## Trafic de passagers
Pour des raisons techniques, il est temporairement impossible d'afficher le graphique qui aurait dû être présenté ici.

Voir la requête brute et les sources sur Wikidata.
| Année | Domestique | International | Total  | Variation |
| ----- | ---------- | ------------- | ------ | --------- |
| 2005  | 85 133     | 2 750         | 87 883 | −15,5 %   |
| 2006  | 82 867     | 2 157         | 85 024 | −3,3 %    |
| 2007  | 89 661     | 2 606         | 92 267 | +8,5 %    |
| 2008  | 93 496     | 2 391         | 95 887 | +3,7 %    |
| 2009  | 94 243     | 1 366         | 95 609 | −0,3 %    |
| 2010  | 95 079     | 1 483         | 96 562 | +0,6 %    |
| 2012  | 64 242     | 1 519         | 65 761 | -29,9 %   |
| 2013  | 56 529     | 1 152         | 57 681 | -12,3 %   |